# Barquette aux marrons
La barquette aux marrons, aussi appelée barquette à la crème de marrons, est une pâtisserie française à base de pâte sablée en forme de barquette, recouverte d'une couche épaisse de crème de marrons, elle-même nappée (la recette de Gaston Lenôtre prescrivait un nappage de chocolat sur une face et de sucre glace sur l'autre face, les variantes contemporaines sont nombreuses quant à ce nappage).